# Саматья (Константинополь)
Саматья или Псаматия (греч. Ψαμάθεια, произносится как Псаматея; арм. Սամաթիա) — квартал района Фатих Стамбула. Он расположен вдоль Мраморного моря и граничит на западе с районом Йедикуле («Замок семи башен»).

## Этимология
Название происходит от греческого слова псамафион (Ψαμάθιον), что означает «песчаный», из-за большого количества песка в этом квартале.

## История
Около 383 г. н. э. первое монашеское учреждение было основано в Константинополе, в Псамафее, в то время ещё за пределами города-крепости.
До недавнего времени Саматья была в основном населена армянами, которые были переселены сюда в 1458 году султаном Мехмедом II и которым принадлежит церковь Сурп Кеворк, также называемая Сулу Манастири (Монастырь Воды) — ранее восточно-православная церковь, которая восходит к периоду до османского завоевания. Также были переселены греки, у которых есть церкви Христа Аналипсиса и Святого Менаса.
Квартал был уничтожен в 1782 году одним из крупнейших (когда-либо зарегистрированных) пожаров в Стамбуле.

## Саматья сегодня
В Саматье также есть важная государственная больница, Стамбульская образовательная и исследовательская больница İstanbul Eğitim ve Araştırma Hastanesi.
В Саматье есть станция (названная «Коджамустафапаша») на линии пригородной железной дороги Сиркеджи-Халкалы.
Один из самых живописных рыбных рынков Стамбула находится в квартале, прямо напротив железнодорожного вокзала.
Саматья также является излюбленным местом турецких режиссёров. В Саматье снималось одно из самых известных турецких телешоу «Икинчи Бахар» («Вторая весна»), а также «Три обезьяны» Нури Бильге Джейлана.

## Известные личности Саматьи
- Рачия Ачарян — армянский лингвист
- Симон Агопян — армянский художник
- Мигран Апикян — армянский писатель и лингвист
- Левон Ларенц — армянский писатель
- Аветис Зилджян III — армяно-американский производитель ударных музыкальных инструментов тарелок.